# カジェ語
カジェ語（カジェご、カジェ語: Kaje、英: Kaje language、Jju）は、プラトー諸語に属する地域的に重要な言語である。ナイジェリアのカドゥナ州で話されている言語である。言語名別称としてKache、Kajji、Jju。